# Хмари Lenticular Mammatus

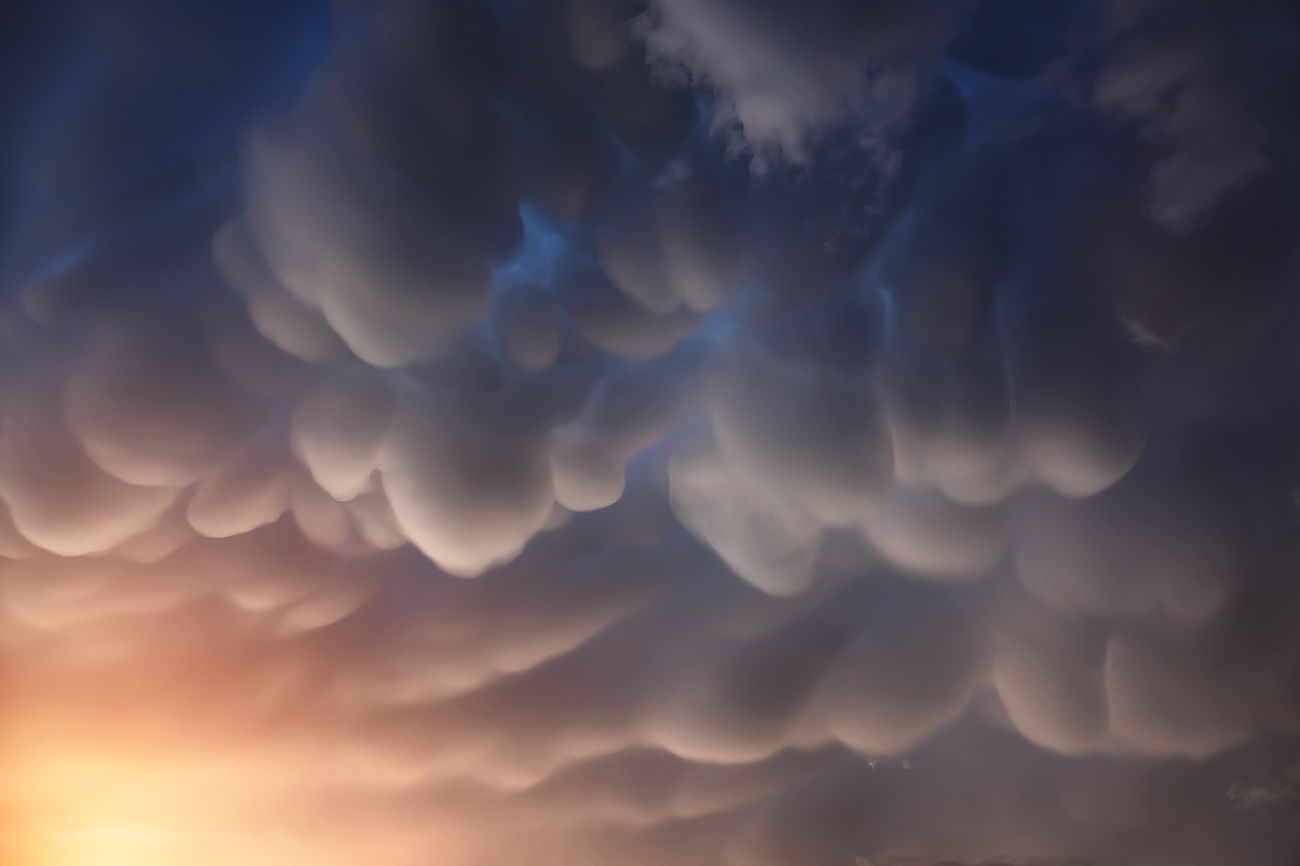
Двоопуклі хмари (Lenticular mammatus) в непальських Гімалаях

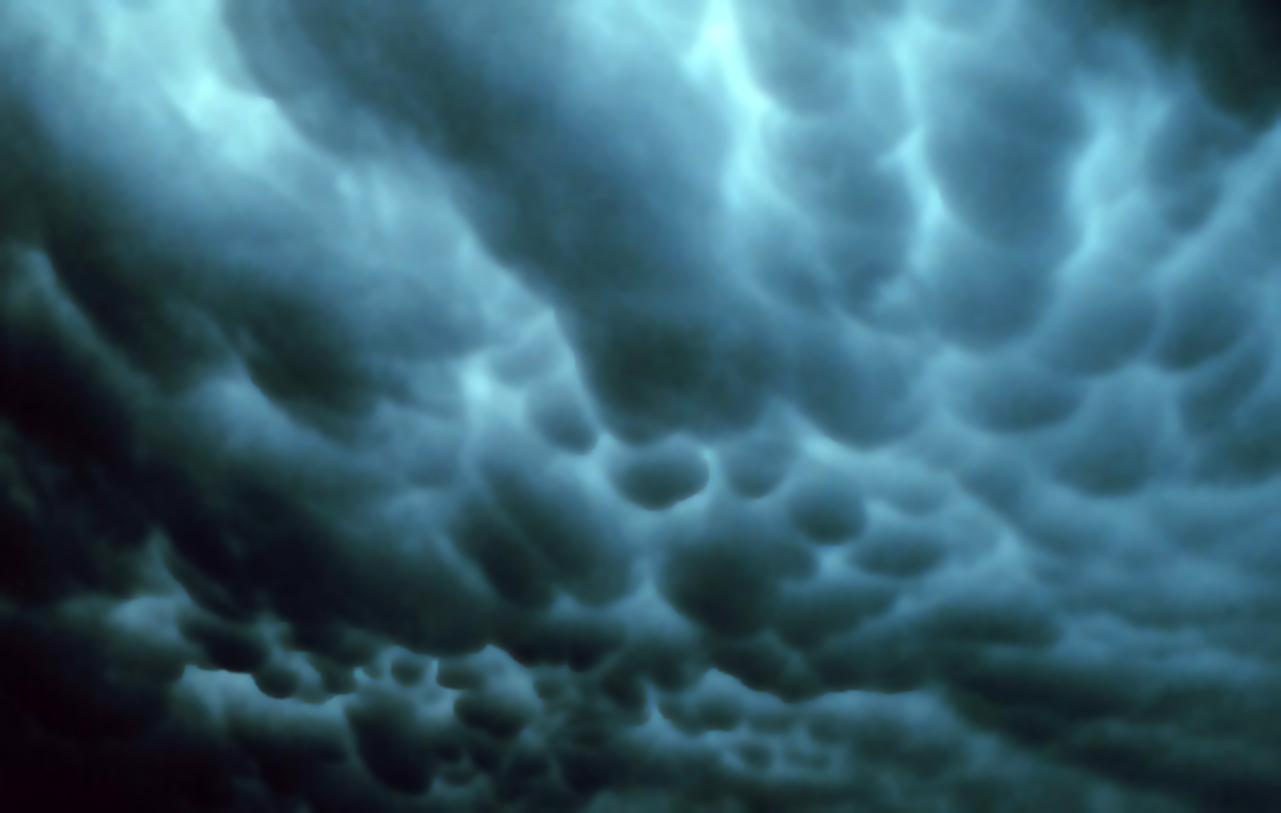
Опуклі хмари.

Двоопуклі хмари або вим'яподібні хмари (Lenticular mammatus, Mammatus cloud)  - один з різновидів  купчасто-дощових хмар Cumulonimbus incus специфічної чарункової або сумчастої структури. Утворюються у теплу пору року до або після проходження грозового шторму. Складаються найчастіше з кристалів льоду, або у їх поєднані з краплями води. Окремі  чарунки (пелюстки) Mammatus різко окресленої, рідше з розмитими краями мають діаметри 1-3 км при довжині в середньому 0,5 км. Пелюстка існує в середньому 10 хвилин, але цілий кластер живе від 15 хвилин до декількох годин поступово зникаючи разом з згасаючим грозовим штормом. Тривалість залежить від величини крапель та кристалів  у хмарі, оскільки більші частинки потребують більшої кількості енергії для випаровування. З часом хмарні краплі випаровуються і Mammatus розчиняються.
Mammatus часто утворюються у поєднанні з хмарами Cumulonimbus arcus, які, у свою чергу, приносять грози через їх величезну масу нестійкого повітря. Можуть слугувати для формування інших типів хмар, таких як шарувато-купчастих (stratocumulus cloud) та високо-купчастих (altocumulus cloud).
Наукова назва Mammatus походить від лат. «Mamma» - груди, вим'я. 
Свою назву  Mammatus отримали за низку пористих вим'яподібних опуклостей або трубчастих  мішечків, що виходять із основи хмари. Форма утворень Mammatus може змінюватися: від класичної виступаючої форми, до більш витягнутої трубки, що висить над хмарою угорі. Можуть бути різнобарвними та напівпрозорими, гладкими та рваними, однакового та різного розміру. Зазвичай спостерігач бачить Mammatus у вигляді сірих хмар з темнішими ніби звисаючими елементами. Однак при низькій висоті Сонця над горизонтом (наприклад, при заході) або при відзеркаленні сонячного проміння від інших хмар Mammatus можуть набувати сіро-блакитного, сіро-рожевого, золотистого та червонуватого кольору. Естетичний вигляд  освітленого кольорами заходу сонця Mammatus є популярним предметом фотографів та художників, зокрема зображення цих хмар з'явилися на пейзажах ще у 1500-х роках.
Через свій зловісний вигляд вим'яподібні хмари часто вважаються провісниками бурі або урагану. При цьому ці хмари можуть знаходитися від грозового вогнища на відстані до декількох десятків кілометрів. 
Теорію виникнення  Mammatus різні метеорологи пов'язують або з нестійкістю Релея - Тейлора або з нестійкістю Кельвіна - Гельмгольца. Для утворення Mammatus необхідне сусідство вологої і нестійко розподіленої повітряної маси в середній і верхній частинах тропосфери над сухою повітряною масою, що займає нижню частину тропосфери. У таких умовах під кристалами льоду «наковалень» купчасто-дощових хмар, що опускаються додолу, виникає система невеликих висхідних та низсхідних повітряних потоків на тлі загального низсхідного потоку повітря.
Mammatus зустрічаються порівняно рідко (за десятки років може спостерігатися 1-2 рази), здебільшого у тропічних широтах, і пов'язані з утворенням циклонів. Mammatus можна спостерігати і в середніх широтах, зокрема в Україні. Так, 3 травня 2020 року Mammatus зафіксували у небі над Черніговом.
У США появу Mammatus раніше пов'язували з появою торнадо в ансамблі купчасто-дощових осередків, однак зараз прийнято вважати, що поява Mammatus не завжди свідчить про наближення торнадо або смерчу.
Однак для грозових штормів, що породжують вим'яподібні хмари, характерна висока ймовірність появи кульових блискавок, а також зсуву вітру.
Найближчими за типом до Mammatus є хмари Undulatus asperatus.